# پولاخ
پولاخ (به آلمانی: Pullach) یک شهر در آلمان است که در منطقه مونیخ واقع شده‌است.

## خصوصیات
پولاخ ۷٫۴۱ کیلومترمربع مساحت دارد ۵۶۰-۵۹۶ متر بالاتر از سطح دریا واقع شده‌است.